# Bibras Natkho
Bibras Natkho (in ebraico ביברס נאתכו‎?; Kfar Kama, 18 febbraio 1988) è un calciatore israeliano con cittadinanza serba, centrocampista del Partizan.

## Biografia
Nel 2022 ha ottenuto la cittadinanza serba.

## Carriera

### Club
Il centrocampista cresce nelle giovanili dell'Hapoel Tel Aviv, squadra con cui vanta anche 92 presenze, 5 reti e la vittoria della Coppa di Israele 2006-2007 con la prima squadra. L'8 marzo 2010 attraverso una nota, il Rubin Kazan ha comunicato l'ingaggio del centrocampista il quale ha lasciato l'Hapoel Tel Aviv per firmare col club russo un contratto quadriennale.. Segna il suo primo gol (tra l'altro decisivo) in Europa League contro il Tottenham per l'1 a 0 finale nella quarta partita della fase a gironi. Dal 1º gennaio 2014 si è svincolato dal Rubin Kazan..

### Nazionale
Vanta numerose presenze con le varie nazionali giovanili israeliane.
Nel 2010 ha esordito con la nazionale maggiore, di cui successivamente è diventato membro stabile sin da subito.
Nel 2018 diventa il capitano della nazionale; al contempo diviene il primo non ebreo (lui è di religione musulmana) a indossare la fascia da capitano della selezione israeliana.
Il 25 marzo 2023 ha disputato la sua ultima partita per la selezione israeliana contro il Kosovo per poi lasciare la nazionale.

## Statistiche

### Presenze e reti nei club
Statistiche aggiornate al 13 novembre 2022.
| Stagione               | Squadra                | Campionato             | Campionato | Campionato | Coppe nazionali | Coppe nazionali | Coppe nazionali | Coppe continentali | Coppe continentali | Coppe continentali | Altre coppe | Altre coppe | Altre coppe | Totale | Totale |
| Stagione               | Squadra                | Comp                   | Pres       | Reti       | Comp            | Pres            | Reti            | Comp               | Pres               | Reti               | Comp        | Pres        | Reti        | Pres   | Reti   |
| ---------------------- | ---------------------- | ---------------------- | ---------- | ---------- | --------------- | --------------- | --------------- | ------------------ | ------------------ | ------------------ | ----------- | ----------- | ----------- | ------ | ------ |
| 2006-2007              | Hapoel Tel Aviv        | Lh                     | 11         | 0          | CI+CdL          | 4+4             | 0               | UCL                | 1                  | 0                  | -           | -           | -           | 20     | 0      |
| 2007-2008              | Hapoel Tel Aviv        | Lh                     | 26         | 4          | CI+CdL          | 5+4             | 0               | CU                 | 8                  | 1                  | -           | -           | -           | 43     | 5      |
| 2008-2009              | Hapoel Tel Aviv        | Lh                     | 30         | 1          | CI+CdL          | 2+7             | 0               | CU                 | 6                  | 0                  | -           | -           | -           | 45     | 1      |
| 2009-mar. 2010         | Hapoel Tel Aviv        | Lh                     | 24         | 0          | CI+CdL          | 1+1             | 0               | UCL                | 12                 | 2                  | -           | -           | -           | 38     | 2      |
| Totale Hapoel Tel Aviv | Totale Hapoel Tel Aviv | Totale Hapoel Tel Aviv | 91         | 5          |                 | 28              | 0               |                    | 27                 | 3                  |             | -           | -           | 146    | 8      |
| 2010                   | Rubin Kazan'           | PL                     | 14         | 2          | KR              | 0               | 0               | UCL+UEL            | 4+2                | 0                  | SR          | -           | -           | 20     | 2      |
| 2011-2012              | Rubin Kazan'           | PL                     | 41         | 9          | KR              | 3               | 0               | UCL+UEL            | 4+8                | 2+2                | -           | -           | -           | 56     | 13     |
| 2012-2013              | Rubin Kazan'           | PL                     | 30         | 9          | KR              | 0               | 0               | UEL                | 11                 | 2                  | SR          | 0           | 0           | 41     | 11     |
| 2013-gen. 2014         | Rubin Kazan'           | PL                     | 19         | 1          | KR              | 0               | 0               | UEL                | 11                 | 4                  | -           | -           | -           | 30     | 5      |
| Totale Rubin Kazan'    | Totale Rubin Kazan'    | Totale Rubin Kazan'    | 104        | 21         |                 | 3               | 0               |                    | 40                 | 10                 |             | 0           | 0           | 147    | 31     |
| gen.-giu. 2014         | PAOK                   | SL                     | 11+6       | 2+1        | CG              | 3               | 0               | UEL                | -                  | -                  | -           | -           | -           | 20     | 3      |
| 2014-2015              | CSKA Mosca             | PL                     | 26         | 12         | KR              | 2               | 1               | UCL                | 6                  | 1                  | SR          | -           | -           | 34     | 14     |
| 2015-2016              | CSKA Mosca             | PL                     | 20         | 2          | KR              | 3               | 0               | UCL                | 8                  | 0                  | -           | -           | -           | 31     | 2      |
| 2016-2017              | CSKA Mosca             | PL                     | 26         | 6          | KR              | 1               | 0               | UCL                | 5                  | 1                  | SR          | 1           | 0           | 33     | 7      |
| 2017-2018              | CSKA Mosca             | PL                     | 29         | 4          | KR              | 1               | 0               | UCL+UEL            | 8+6                | 1+0                | -           | -           | -           | 44     | 5      |
| Totale CSKA Mosca      | Totale CSKA Mosca      | Totale CSKA Mosca      | 101        | 24         |                 | 7               | 1               |                    | 33                 | 3                  |             | 1           | 0           | 142    | 28     |
| 2018-2019              | Olympiacos             | SL                     | 21         | 1          | CG              | 5               | 0               | UEL                | 8                  | 0                  | -           | -           | -           | 34     | 1      |
| 2019-2020              | Partizan               | SL                     | 22         | 8          | CS              | 3               | 1               | UEL                | 7                  | 2                  | -           | -           | -           | 32     | 11     |
| 2020-2021              | Partizan               | SL                     | 33         | 12         | CS              | 5               | 1               | UEL                | 3                  | 2                  | -           | -           | -           | 41     | 15     |
| 2021-2022              | Partizan               | SL                     | 30         | 10         | CS              | 3               | 0               | UECL               | 13                 | 1                  | -           | -           | -           | 46     | 11     |
| 2022-2023              | Partizan               | SL                     | 36         | 12         | CS              | 0               | 0               | UEL+UECL           | 2+8                | 0+1                | -           | -           | -           | 46     | 13     |
| 2023-2024              | Partizan               | SL                     | 34         | 11         | CS              | 3               | 0               | UECL               | 4                  | 1                  | -           | -           | -           | 41     | 12     |
| 2024-2025              | Partizan               | SL                     | 1          | 0          | CS              | 0               | 0               | UCL                | 0                  | 0                  | -           | -           | -           | 1      | 0      |
| Totale Partizan        | Totale Partizan        | Totale Partizan        | 156        | 53         |                 | 14              | 2               |                    | 37                 | 7                  |             | -           | -           | 207    | 62     |
| Totale carriera        | Totale carriera        | Totale carriera        | 490        | 107        |                 | 60              | 3               |                    | 145                | 23                 |             | 1           | 0           | 691    | 133    |

### Cronologia presenze e reti in nazionale
| Cronologia completa delle presenze e delle reti in nazionale ― Israele | Cronologia completa delle presenze e delle reti in nazionale ― Israele | Cronologia completa delle presenze e delle reti in nazionale ― Israele | Cronologia completa delle presenze e delle reti in nazionale ― Israele | Cronologia completa delle presenze e delle reti in nazionale ― Israele | Cronologia completa delle presenze e delle reti in nazionale ― Israele | Cronologia completa delle presenze e delle reti in nazionale ― Israele | Cronologia completa delle presenze e delle reti in nazionale ― Israele |
| Data                                                                   | Città                                                                  | In casa                                                                | Risultato                                                              | Ospiti                                                                 | Competizione                                                           | Reti                                                                   | Note                                                                   |
| ---------------------------------------------------------------------- | ---------------------------------------------------------------------- | ---------------------------------------------------------------------- | ---------------------------------------------------------------------- | ---------------------------------------------------------------------- | ---------------------------------------------------------------------- | ---------------------------------------------------------------------- | ---------------------------------------------------------------------- |
| 3-3-2010                                                               | Timișoara                                                              | Romania                                                                | 0 – 2                                                                  | Israele                                                                | Amichevole                                                             | -                                                                      | 70’                                                                    |
| 26-5-2010                                                              | Montevideo                                                             | Uruguay                                                                | 4 – 1                                                                  | Israele                                                                | Amichevole                                                             | -                                                                      | 73’                                                                    |
| 30-5-2010                                                              | Concepción                                                             | Cile                                                                   | 3 – 0                                                                  | Israele                                                                | Amichevole                                                             | -                                                                      |                                                                        |
| 9-10-2010                                                              | Tel Aviv                                                               | Israele                                                                | 1 – 2                                                                  | Croazia                                                                | Qual. Euro 2012                                                        | -                                                                      |                                                                        |
| 12-10-2010                                                             | Il Pireo                                                               | Grecia                                                                 | 2 – 1                                                                  | Israele                                                                | Qual. Euro 2012                                                        | -                                                                      | 63’                                                                    |
| 17-11-2010                                                             | Tel Aviv                                                               | Israele                                                                | 3 – 2                                                                  | Islanda                                                                | Amichevole                                                             | -                                                                      | 65’                                                                    |
| 9-2-2011                                                               | Tel Aviv                                                               | Israele                                                                | 0 – 2                                                                  | Serbia                                                                 | Amichevole                                                             | -                                                                      | 56’                                                                    |
| 26-3-2011                                                              | Tel Aviv                                                               | Israele                                                                | 2 – 1                                                                  | Lettonia                                                               | Qual. Euro 2012                                                        | -                                                                      | 85’                                                                    |
| 29-3-2011                                                              | Tel Aviv                                                               | Israele                                                                | 1 – 0                                                                  | Georgia                                                                | Qual. Euro 2012                                                        | -                                                                      | 52’                                                                    |
| 4-6-2011                                                               | Riga                                                                   | Lettonia                                                               | 1 – 2                                                                  | Israele                                                                | Qual. Euro 2012                                                        | -                                                                      | 69’                                                                    |
| 10-8-2011                                                              | Ginevra                                                                | Costa d'Avorio                                                         | 4 – 3                                                                  | Israele                                                                | Amichevole                                                             | -                                                                      | 46’                                                                    |
| 2-9-2011                                                               | Tel Aviv                                                               | Israele                                                                | 0 – 1                                                                  | Grecia                                                                 | Qual. Euro 2012                                                        | -                                                                      | 61’ 75’                                                                |
| 11-10-2011                                                             | Ta' Qali                                                               | Malta                                                                  | 0 – 2                                                                  | Israele                                                                | Qual. Euro 2012                                                        | -                                                                      |                                                                        |
| 29-2-2012                                                              | Petah Tiqwa                                                            | Israele                                                                | 2 – 3                                                                  | Ucraina                                                                | Amichevole                                                             | -                                                                      |                                                                        |
| 26-5-2012                                                              | Graz                                                                   | Rep. Ceca                                                              | 2 – 1                                                                  | Israele                                                                | Amichevole                                                             | -                                                                      |                                                                        |
| 31-5-2012                                                              | Lipsia                                                                 | Germania                                                               | 2 – 0                                                                  | Israele                                                                | Amichevole                                                             | -                                                                      | 73’                                                                    |
| 15-8-2012                                                              | Budapest                                                               | Ungheria                                                               | 1 – 1                                                                  | Israele                                                                | Amichevole                                                             | -                                                                      | 29’                                                                    |
| 7-9-2012                                                               | Baku                                                                   | Azerbaigian                                                            | 1 – 1                                                                  | Israele                                                                | Qual. Mondiali 2014                                                    | 1                                                                      |                                                                        |
| 11-9-2012                                                              | Ramat Gan                                                              | Israele                                                                | 0 – 4                                                                  | Russia                                                                 | Qual. Mondiali 2014                                                    | -                                                                      |                                                                        |
| 12-10-2012                                                             | Lussemburgo                                                            | Lussemburgo                                                            | 0 – 6                                                                  | Israele                                                                | Qual. Mondiali 2014                                                    | -                                                                      | 77’                                                                    |
| 16-10-2012                                                             | Ramat Gan                                                              | Israele                                                                | 3 – 0                                                                  | Lussemburgo                                                            | Qual. Mondiali 2014                                                    | -                                                                      |                                                                        |
| 14-11-2012                                                             | Gerusalemme                                                            | Israele                                                                | 1 – 2                                                                  | Bielorussia                                                            | Amichevole                                                             | -                                                                      | 76’                                                                    |
| 6-2-2013                                                               | Netanya                                                                | Israele                                                                | 2 – 1                                                                  | Finlandia                                                              | Amichevole                                                             | -                                                                      |                                                                        |
| 22-3-2013                                                              | Ramat Gan                                                              | Israele                                                                | 3 – 3                                                                  | Portogallo                                                             | Qual. Mondiali 2014                                                    | -                                                                      |                                                                        |
| 26-3-2013                                                              | Belfast                                                                | Irlanda del Nord                                                       | 0 – 2                                                                  | Israele                                                                | Qual. Mondiali 2014                                                    | -                                                                      |                                                                        |
| 14-8-2013                                                              | Kiev                                                                   | Ucraina                                                                | 2 – 0                                                                  | Israele                                                                | Amichevole                                                             | -                                                                      | 42’ 73’                                                                |
| 7-9-2013                                                               | Ramat Gan                                                              | Israele                                                                | 1 – 1                                                                  | Azerbaigian                                                            | Qual. Mondiali 2014                                                    | -                                                                      |                                                                        |
| 10-9-2013                                                              | Mosca                                                                  | Russia                                                                 | 3 – 1                                                                  | Israele                                                                | Qual. Mondiali 2014                                                    | -                                                                      |                                                                        |
| 11-10-2013                                                             | Lisbona                                                                | Portogallo                                                             | 1 – 1                                                                  | Israele                                                                | Qual. Mondiali 2014                                                    | -                                                                      |                                                                        |
| 15-10-2013                                                             | Ramat Gan                                                              | Israele                                                                | 1 – 1                                                                  | Irlanda del Nord                                                       | Qual. Mondiali 2014                                                    | -                                                                      |                                                                        |
| 5-3-2014                                                               | Netanya                                                                | Israele                                                                | 1 – 3                                                                  | Slovacchia                                                             | Amichevole                                                             | -                                                                      |                                                                        |
| 28-5-2014                                                              | Città del Messico                                                      | Messico                                                                | 3 – 0                                                                  | Israele                                                                | Amichevole                                                             | -                                                                      | 46’                                                                    |
| 1-6-2014                                                               | Houston                                                                | Honduras                                                               | 2 – 4                                                                  | Israele                                                                | Amichevole                                                             | -                                                                      | 65’ 78’                                                                |
| 10-10-2014                                                             | Strovolos                                                              | Cipro                                                                  | 1 – 2                                                                  | Israele                                                                | Qual. Euro 2016                                                        | -                                                                      |                                                                        |
| 13-10-2014                                                             | Andorra la Vella                                                       | Andorra                                                                | 1 – 4                                                                  | Israele                                                                | Qual. Euro 2016                                                        | -                                                                      |                                                                        |
| 16-11-2014                                                             | Haifa                                                                  | Israele                                                                | 3 – 0                                                                  | Bosnia ed Erzegovina                                                   | Qual. Euro 2016                                                        | -                                                                      | 74’                                                                    |
| 28-3-2015                                                              | Haifa                                                                  | Israele                                                                | 0 – 3                                                                  | Galles                                                                 | Qual. Euro 2016                                                        | -                                                                      |                                                                        |
| 31-3-2015                                                              | Gerusalemme                                                            | Israele                                                                | 0 – 1                                                                  | Belgio                                                                 | Qual. Euro 2016                                                        | -                                                                      |                                                                        |
| 12-6-2015                                                              | Zenica                                                                 | Bosnia ed Erzegovina                                                   | 3 – 1                                                                  | Israele                                                                | Qual. Euro 2016                                                        | -                                                                      |                                                                        |
| 3-9-2015                                                               | Haifa                                                                  | Israele                                                                | 4 – 0                                                                  | Andorra                                                                | Qual. Euro 2016                                                        | -                                                                      |                                                                        |
| 6-9-2015                                                               | Cardiff                                                                | Galles                                                                 | 0 – 0                                                                  | Israele                                                                | Qual. Euro 2016                                                        | -                                                                      |                                                                        |
| 31-5-2016                                                              | Novi Sad                                                               | Serbia                                                                 | 3 – 1                                                                  | Israele                                                                | Amichevole                                                             | -                                                                      | 34’ 71’                                                                |
| 12-11-2016                                                             | Elbasan                                                                | Albania                                                                | 0 – 3                                                                  | Israele                                                                | Qual. Mondiali 2018                                                    | -                                                                      |                                                                        |
| 24-3-2017                                                              | Gijón                                                                  | Spagna                                                                 | 4 – 1                                                                  | Israele                                                                | Qual. Mondiali 2018                                                    | -                                                                      |                                                                        |
| 6-6-2017                                                               | Netanya                                                                | Israele                                                                | 1 – 1                                                                  | Moldavia                                                               | Amichevole                                                             | -                                                                      |                                                                        |
| 11-6-2017                                                              | Haifa                                                                  | Israele                                                                | 0 – 3                                                                  | Albania                                                                | Qual. Mondiali 2018                                                    | -                                                                      |                                                                        |
| 5-9-2017                                                               | Reggio Emilia                                                          | Italia                                                                 | 1 – 0                                                                  | Israele                                                                | Qual. Mondiali 2018                                                    | -                                                                      |                                                                        |
| 6-10-2017                                                              | Vaduz                                                                  | Liechtenstein                                                          | 0 – 1                                                                  | Israele                                                                | Qual. Mondiali 2018                                                    | -                                                                      |                                                                        |
| 9-10-2017                                                              | Gerusalemme                                                            | Israele                                                                | 0 – 1                                                                  | Spagna                                                                 | Qual. Mondiali 2018                                                    | -                                                                      |                                                                        |
| 24-3-2018                                                              | Netanya                                                                | Israele                                                                | 1 – 2                                                                  | Romania                                                                | Amichevole                                                             | -                                                                      | cap. 80’                                                               |
| 7-9-2018                                                               | Elbasan                                                                | Albania                                                                | 1 – 0                                                                  | Israele                                                                | UEFA Nations League 2018-2019 - 1º turno                               | -                                                                      | cap.                                                                   |
| 11-9-2018                                                              | Belfast                                                                | Irlanda del Nord                                                       | 3 – 0                                                                  | Israele                                                                | Amichevole                                                             | -                                                                      | Cap.                                                                   |
| 11-10-2018                                                             | Haifa                                                                  | Israele                                                                | 2 – 1                                                                  | Scozia                                                                 | UEFA Nations League 2018-2019 - 1º turno                               | -                                                                      | Cap. 24’                                                               |
| 14-10-2018                                                             | Be'er Sheva                                                            | Israele                                                                | 2 – 0                                                                  | Albania                                                                | UEFA Nations League 2018-2019 - 1º turno                               | -                                                                      | Cap.                                                                   |
| 15-11-2018                                                             | Netanya                                                                | Israele                                                                | 7 – 0                                                                  | Guatemala                                                              | Amichevole                                                             | -                                                                      | Cap. 64’                                                               |
| 20-11-2018                                                             | Glasgow                                                                | Scozia                                                                 | 3 – 2                                                                  | Israele                                                                | UEFA Nations League 2018-2019 - 1º turno                               | -                                                                      | Cap.                                                                   |
| 21-3-2019                                                              | Haifa                                                                  | Israele                                                                | 1 – 1                                                                  | Slovenia                                                               | Qual. Euro 2020                                                        | -                                                                      | Cap. 29’ 79’                                                           |
| 24-3-2019                                                              | Haifa                                                                  | Israele                                                                | 4 – 2                                                                  | Austria                                                                | Qual. Euro 2020                                                        | -                                                                      | Cap.                                                                   |
| 7-6-2019                                                               | Riga                                                                   | Lettonia                                                               | 0 – 3                                                                  | Israele                                                                | Qual. Euro 2020                                                        | -                                                                      | Cap.                                                                   |
| 10-6-2019                                                              | Varsavia                                                               | Polonia                                                                | 4 – 0                                                                  | Israele                                                                | Qual. Euro 2020                                                        | -                                                                      | Cap. 45+2’                                                             |
| 5-9-2019                                                               | Be'er Sheva                                                            | Israele                                                                | 1 – 1                                                                  | Macedonia del Nord                                                     | Qual. Euro 2020                                                        | -                                                                      | Cap.                                                                   |
| 9-9-2019                                                               | Lubiana                                                                | Slovenia                                                               | 3 – 2                                                                  | Israele                                                                | Qual. Euro 2020                                                        | 1                                                                      | Cap.                                                                   |
| 10-10-2019                                                             | Vienna                                                                 | Austria                                                                | 3 – 1                                                                  | Israele                                                                | Qual. Euro 2020                                                        | -                                                                      | Cap.                                                                   |
| 15-10-2019                                                             | Be'er Sheva                                                            | Israele                                                                | 3 – 1                                                                  | Lettonia                                                               | Qual. Euro 2020                                                        | -                                                                      | Cap.                                                                   |
| 16-11-2019                                                             | Gerusalemme                                                            | Israele                                                                | 1 – 2                                                                  | Polonia                                                                | Qual. Euro 2020                                                        | -                                                                      | Cap.                                                                   |
| 19-11-2019                                                             | Skopje                                                                 | Macedonia del Nord                                                     | 1 – 0                                                                  | Israele                                                                | Qual. Euro 2020                                                        | -                                                                      | Cap.                                                                   |
| 4-9-2020                                                               | Glasgow                                                                | Scozia                                                                 | 1 – 1                                                                  | Israele                                                                | UEFA Nations League 2020-2021 - 1º turno                               | -                                                                      | Cap.                                                                   |
| 7-9-2020                                                               | Netanya                                                                | Israele                                                                | 1 – 1                                                                  | Slovacchia                                                             | UEFA Nations League 2020-2021 - 1º turno                               | -                                                                      | Cap. 46’                                                               |
| 8-10-2020                                                              | Glasgow                                                                | Scozia                                                                 | 0 – 0 dts (5 – 3 dtr)                                                  | Israele                                                                | Qual. Euro 2020                                                        | -                                                                      | Cap. 17’ 69’                                                           |
| 11-10-2020                                                             | Haifa                                                                  | Israele                                                                | 1 – 2                                                                  | Rep. Ceca                                                              | UEFA Nations League 2020-2021 - 1º turno                               | -                                                                      | Cap. 75’                                                               |
| 14-10-2020                                                             | Trnava                                                                 | Slovacchia                                                             | 2 – 3                                                                  | Israele                                                                | UEFA Nations League 2020-2021 - 1º turno                               | -                                                                      | Cap. 58’                                                               |
| 15-11-2020                                                             | Plzeň                                                                  | Rep. Ceca                                                              | 1 – 0                                                                  | Israele                                                                | UEFA Nations League 2020-2021 - 1º turno                               | -                                                                      | Cap. 46’                                                               |
| 18-11-2020                                                             | Netanya                                                                | Israele                                                                | 1 – 0                                                                  | Scozia                                                                 | UEFA Nations League 2020-2021 - 1º turno                               | -                                                                      | Cap. 62’                                                               |
| 25-3-2021                                                              | Tel Aviv                                                               | Israele                                                                | 0 – 2                                                                  | Danimarca                                                              | Qual. Mondiali 2022                                                    | -                                                                      | Cap. 68’                                                               |
| 28-3-2021                                                              | Tel Aviv                                                               | Israele                                                                | 1 – 1                                                                  | Scozia                                                                 | Qual. Mondiali 2022                                                    | -                                                                      | Cap. 63’                                                               |
| 31-3-2021                                                              | Chișinău                                                               | Moldavia                                                               | 1 – 4                                                                  | Israele                                                                | Qual. Mondiali 2022                                                    | 1                                                                      | cap.                                                                   |
| 5-6-2021                                                               | Podgorica                                                              | Montenegro                                                             | 1 – 3                                                                  | Israele                                                                | Amichevole                                                             | -                                                                      | Cap. 61’                                                               |
| 9-6-2021                                                               | Lisbona                                                                | Portogallo                                                             | 4 – 0                                                                  | Israele                                                                | Amichevole                                                             | -                                                                      | Cap. 61’                                                               |
| 1-9-2021                                                               | Tórshavn                                                               | Fær Øer                                                                | 0 – 4                                                                  | Israele                                                                | Qual. Mondiali 2022                                                    | -                                                                      | Cap. 62’                                                               |
| 4-9-2021                                                               | Haifa                                                                  | Israele                                                                | 5 – 2                                                                  | Austria                                                                | Qual. Mondiali 2022                                                    | -                                                                      | Cap. 57’                                                               |
| 7-9-2021                                                               | Copenaghen                                                             | Danimarca                                                              | 5 – 0                                                                  | Israele                                                                | Qual. Mondiali 2022                                                    | -                                                                      | Cap. 46’                                                               |
| 9-10-2021                                                              | Glasgow                                                                | Scozia                                                                 | 3 – 2                                                                  | Israele                                                                | Qual. Mondiali 2022                                                    | -                                                                      | cap. 66’                                                               |
| 12-10-2021                                                             | Be'er Sheva                                                            | Israele                                                                | 2 – 1                                                                  | Moldavia                                                               | Qual. Mondiali 2022                                                    | -                                                                      | cap. 64’                                                               |
| 12-11-2021                                                             | Klagenfurt am Wörthersee                                               | Austria                                                                | 4 – 2                                                                  | Israele                                                                | Qual. Mondiali 2022                                                    | -                                                                      | cap. 23’                                                               |
| 29-3-2022                                                              | Netanya                                                                | Israele                                                                | 2 – 2                                                                  | Romania                                                                | Amichevole                                                             | 2                                                                      | cap. 46’                                                               |
| 27-9-2022                                                              | Ta' Qali                                                               | Malta                                                                  | 2 – 1                                                                  | Israele                                                                | Amichevole                                                             | 1                                                                      | cap. 43’ 66’                                                           |
| 20-11-2022                                                             | Petah Tiqwa                                                            | Israele                                                                | 2 – 3                                                                  | Cipro                                                                  | Amichevole                                                             | -                                                                      | cap. 46’                                                               |
| 25-3-2023                                                              | Tel Aviv                                                               | Israele                                                                | 1 – 1                                                                  | Kosovo                                                                 | Qual. Euro 2024                                                        | -                                                                      | 88’                                                                    |
| Totale                                                                 |                                                                        | Presenze (4º posto)                                                    | 88                                                                     |                                                                        | Reti                                                                   | 4                                                                      |                                                                        |

## Palmarès

### Club

#### Competizioni nazionali
- Coppa d'Israele: 1

Hapoel Tel Aviv: 2006-2007
- Supercoppa di Russia: 1

Rubin: 2010
- Coppa di Russia: 1

Rubin: 2011-2012